# Aussiedlerhöfe Brücklein
Aussiedlerhöfe Brücklein ist ein Wohnplatz auf der Gemarkung des Boxberger Stadtteils Schwabhausen im Main-Tauber-Kreis im fränkisch geprägten Nordosten Baden-Württembergs.

## Geographie

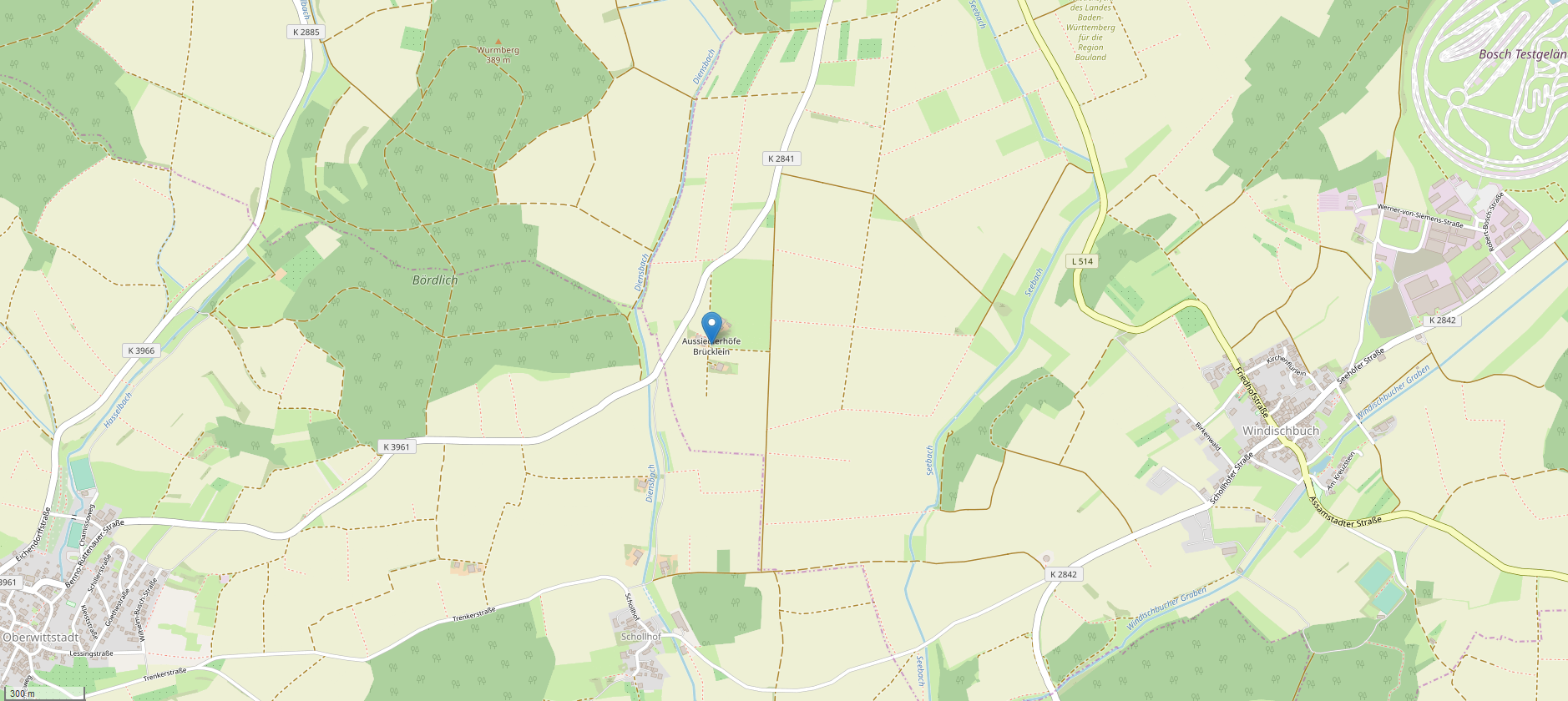
Lage der Aussiedlerhöfe Brücklein

Die Aussiedlerhöfe Brücklein liegen etwa zwei Kilometer westlich von Windischbuch im Grenzbereich des Main-Tauber-Kreises (Stadt Boxberg) zum Neckar-Odenwald-Kreis (Stadt Ravenstein). Die Gemarkung wird durch den Diensbach entwässert.

## Geschichte
Der Ort kam als Teil der ehemals selbständigen Gemeinde Windischbuch am 1. Januar 1973 zur Stadt Boxberg.

## Verkehr
Die Aussiedlerhöfe Brücklein sind vom Main-Tauber-Kreis kommend über die K 2841 und vom Neckar-Odenwald-Kreis kommend über die K 3961 zu erreichen.